# ABC News

ABC News je divize společnosti American Broadcasting Company (obojí součást The Walt Disney Company) zaměřená v současnosti na především televizní žurnalistiku. Vznikla 15. června 1945 a až do roku 1948 se věnovala pouze rozhlasovému zpravodajství. Od roku 1948 se věnovala televiznímu vysílání a postupně získávala diváky, v třetím čtvrtině dvacátého století byla v počtu diváků třetí za CBS News a NBC News. Dnes se společnost ABC News chlubí tím, že nejvíc Američanů sleduje její zpravodajství – tím je ovšem myšleno nejen to televizní, ale i rozhlasové a internetové.